# Xã French, Quận Adams, Indiana
Xã French (tiếng Anh: French Township) là một xã thuộc quận Adams, tiểu bang Indiana, Hoa Kỳ. Năm 2010, dân số của xã này là 1.083 người.